# Kalona
Kalona est une ville du comté de Washington en Iowa, aux États-Unis. Elle est incorporée le 22 mai 1890.
Sa population était de 2 630 habitants en 2020.

## Source de la traduction
- (en) Cet article est partiellement ou en totalité issu de l’article de Wikipédia en anglais intitulé « Kalona, Iowa » (voir la liste des auteurs).